# Dishonored
 Dishonored és una pel·lícula estatunidenca dirigida per Josef von Sternberg, estrenada el 1931. Tercera pel·lícula de la parella Marlene Dietrich / Josef von Sternberg després de Cors cremats.

## Argument
Crònica de la vida i de l'acció d'una jove dona agent secret durant la primera guerra mundial.

## Repartiment
- Marlene Dietrich: Marie Kolverer/X 27
- Victor Mclaglen: Tinent Kranau
- Lew Cody: Coronel Kovrin
- Gustav Von Seyffertitz: El cap dels serveis secrets
- Warner Oland: General von Hindau
- Barry Norton: El jove tinent
- Davison Clark: El president del Tribunal Militar
- Wilfred Lucas: General Dymov
- George Irving (no surt als crèdits): Un contacte al cafè